# محرك حيواني

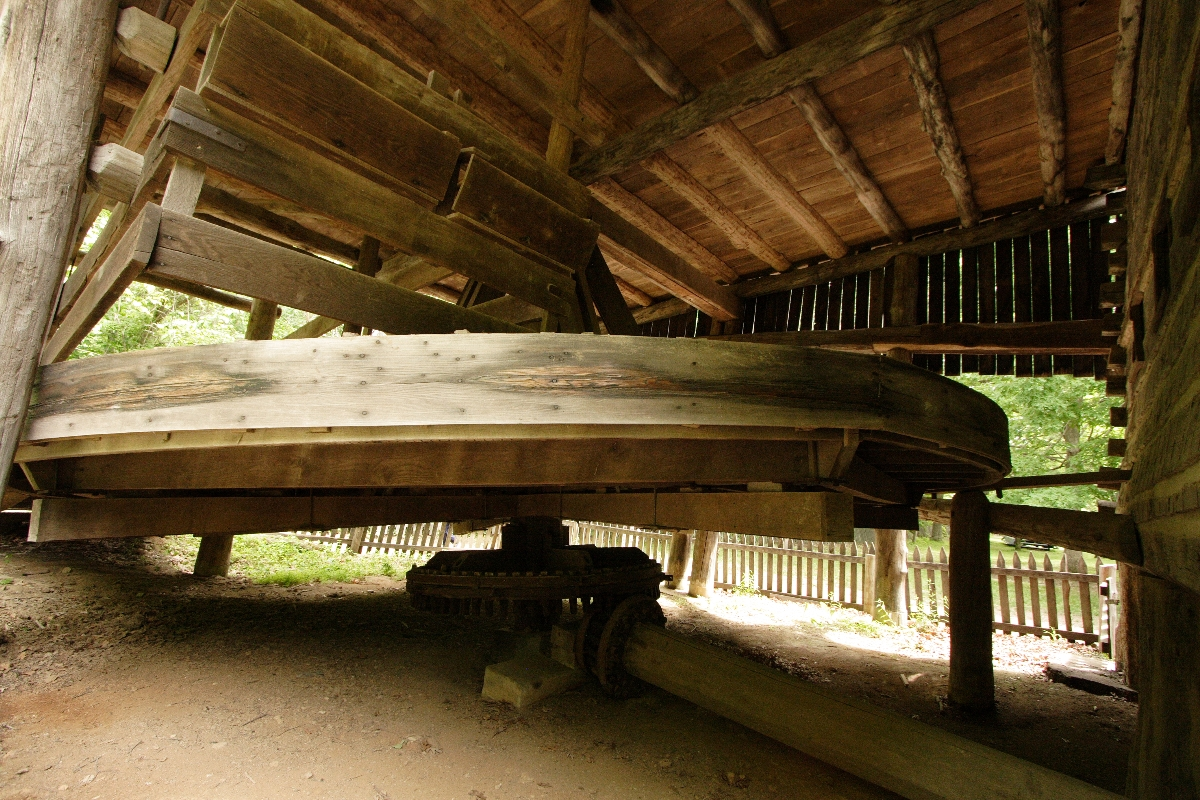
عجلة تدار بواسطة ثور

المحرك الحيواني هو آلة تُدار بواسطة حيوان مثل الحصان أو الحمار أو البقرة وغيرها من الحيوانات التي استخدمها الإنسان لهذا الغرض.